# Nationaal Park Gilf Kebir
Het Nationaal Park Gilf Kebir (NPGK) (Arabisch: محمية الجلف الكبير) is een nationaal park in het afgelegen en hyperaride gouvernement Nieuwe Vallei in Egypte. Opgericht in 2007, heeft het een oppervlakte van 48.533 km², wat overeenkomt met ongeveer 5% van het Egyptische grondgebied. Het NPGK wordt in het westen begrensd door Libië en in het zuiden door Soedan. Momenteel zijn er geen menselijke nederzettingen of voorzieningen binnen het NPGK.

## Ecosystemen en culturele waarden
Het park bestaat uit drie verschillende ecosystemen: de zuidelijke bergketens van de Grote Zandzee, inclusief het kwartsglasgebied, het eigenlijke Gilf Kebir-plateau en het Egyptische deel van het Jebel Uweinat-massief.
De Grote Zandzee is een groot complex van zandduinen dat zich uitstrekt van de Siwa-oase in het noorden tot de Gilf Kebir in het zuiden. Het zuidwestelijke deel is bedekt met het kwartsglasgebied, dat bezaaid is met fragmenten van puur glas. Deze zijn ongeveer 30 miljoen jaar geleden ontstaan door de explosie van een meteoriet of komeet.
De Gilf Kebir is een plateau dat doorsneden wordt door immense, naar het noorden lopende wadi's. Het gebied werd al aan het begin van het neolithicum, zo'n 9000 jaar geleden, tijdens het Holoceen subpluviaal, bewoond door een bevolking die indrukwekkende rotstekeningen van onbekende ouderdom achterliet in de Wadi Hamra en in de grotten van de beesten, de zwemmers, de boogschutters en Magharet el Kantara aan de zuidelijke uitlopers. 
De Jebel Uweinat, gelegen op ongeveer 150 km ten zuiden van de Gilf Kebir, waarvan het grootste deel op Soedanees en Libisch grondgebied ligt, ligt een ander massief dat belangrijk is vanwege de vele rotstekeningen.
De aanwezigheid van mensen in de 20e eeuw n.Chr. blijkt uit de overblijfselen van de Long Range Desert Group-kampen uit de Tweede Wereldoorlog, zoals vrachtwagens en een vliegveld bij Eight Bells Hills.

## Flora en fauna
Het NPGK bevat belangrijke aan de woestijn aangepaste flora (bomen: Vachellia tortilis, struiken: Zilla spinosa, Fagonia thebaica) en fauna (manenschapen). 

Afbeeldingen
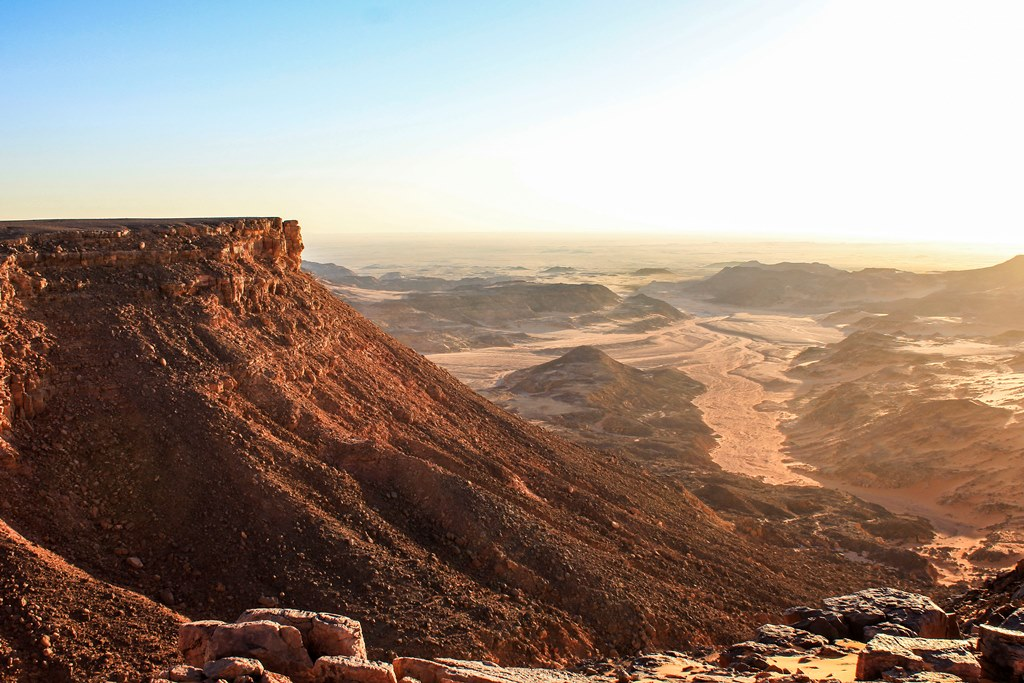
Uitzicht vanaf de Gilf Kebir-rug naar het zuiden op wadi Sura
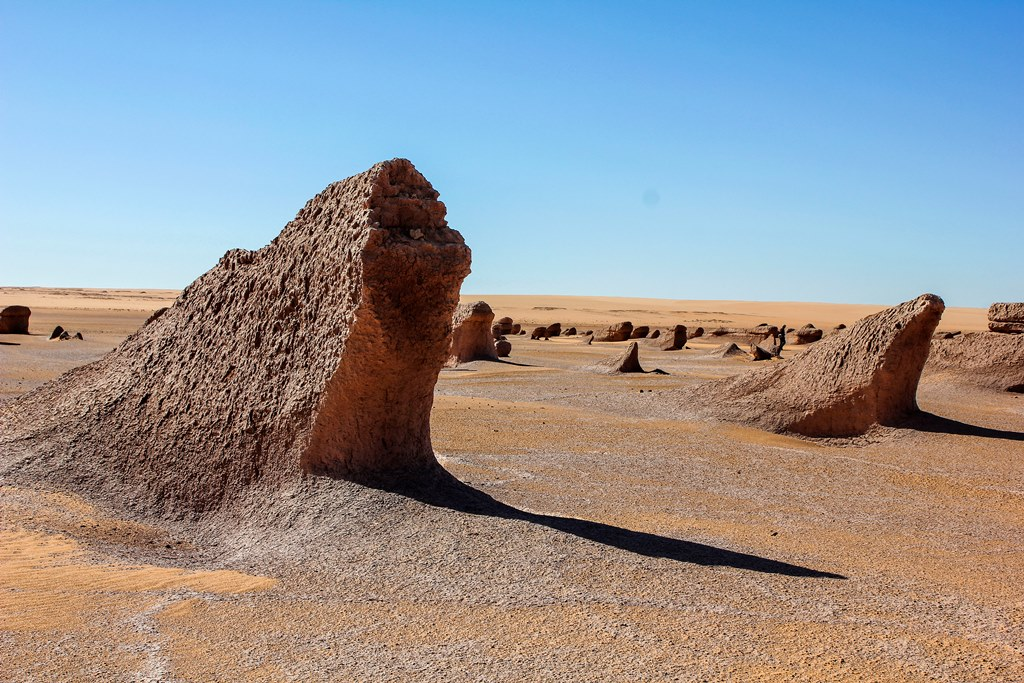
Yardangs nabij het vliegveld Eight Bells Hills uit de Tweede Wereldoorlog
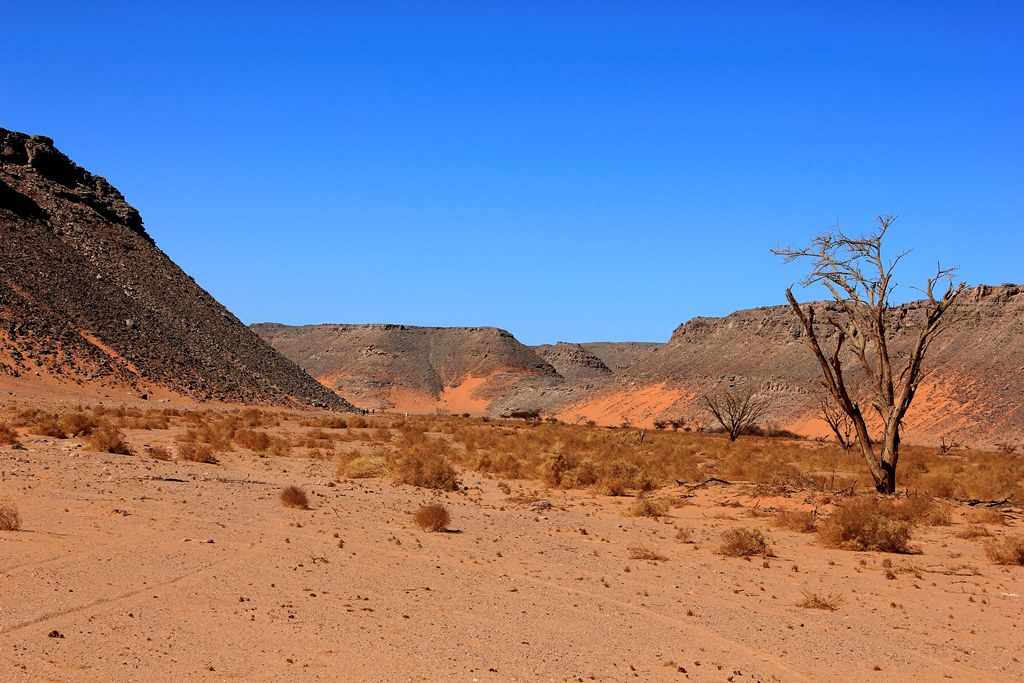
Wadi Hamra